# Jude Monye
Jude Monye (Onicha-Ugbo, 16 de novembro de 1973) é um velocista nigeriano, naturalizado norte-americano, especialista em 400 m rasos.
Em 1995, ele integrou o revezamento 4x400 m nigeriano que conquistou uma medalha de bronze no Campeonato Mundial de Atletismo de Gotemburgo, na Suécia, sua primeira medalha em nível global.
Em Sydney 2000, ele fez parte do  4x400 m da Nigéria, junto com os compatriotas Clement Chukwu, Sunday Bada e Enefiok Udo-Obong, que ficou com o segundo lugar, atrás do revezamento dos Estados Unidos. Em 2008, com a confissão do atleta Antonio Pettigrew, integrante daquele revezamento americano campeão olímpico, de que havia participado dopado dos Jogos, o COI retirou as medalhas de ouro dos quatro atletas americanos. Em 2012, elas foram concedidas aos integrantes do revezamento da Nigéria, que passaram a ser oficialmente os campeões olímpicos de Sydney.
Posteriormente, Monye emigrou para os Estados Unidos, onde cursou a Universidade Estadual do Mississippi e formou-se em geologia. Tornou-se cidadão norte-americano em 2004.